# Ênio Rodrigues
Ênio Rodrigues (Porto Alegre, 10 de novembro de 1930 – Porto Alegre, 2 de fevereiro de 2001) foi um futebolista brasileiro, que se destacou no Grêmio das décadas de 1950 e 1960, tendo por isso sido incluído na Calçada da Fama gremista.
Em 19 de setembro de 1954, participou do amistoso que inaugurou o Estádio Olímpico, quando o Grêmio ganhou do Nacional do Uruguai por dois gols a zero. Em 26 de setembro, no primeiro gre-nal no estádio gremista, estava presente na goleada que o Grêmio levou. Ao final do ano, foi campeão gaúcho.
Em 1956, foi campeão do Campeonato Pan-Americano, no México, quando o Brasil foi representado por um combinado gaúcho, com jogadores de Grêmio, Internacional e outros do interior. Foi campeão gaúcho de 1956, iniciando o pentacampeonato (1956-1960).[carece de fontes?]
Na década de 1960, foi treinador do Grêmio, ganhando entre outros títulos o Campeonato Sul-Brasileiro Taça da Legalidade e o campeonato gaúcho, ambos em 1962 e ambos em cima do Internacional .

## Morte
Morreu em 2 de fevereiro de 2001.